# 0-4-1

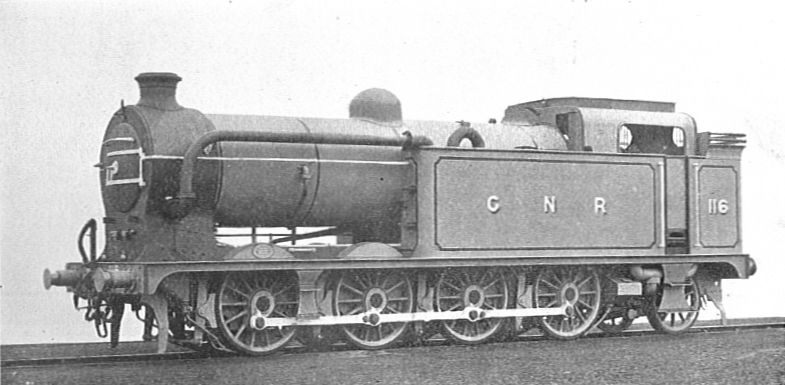

Тип 0-4-1 — паровоз з чотирма рушійними осями в одній жорсткій рамі і однією підтримувальною віссю.
Інші варіанти запису:
- Американський — 0-8-2
- Французький — 041
- Німецький — D1

## Види паровозів 0-4-1
Англійські танк-паровози Cooke і Sharp Stewart.